# Rue Jules-Pichard
La rue Jules-Pichard est une voie située dans le quartier de Picpus du 12e arrondissement de Paris.

## Situation et accès
La rue Jules-Pichard est desservie à proximité par la ligne 8 à la station Porte de Charenton.

## Origine du nom
La rue tire son nom de celui d'un ancien propriétaire.

## Historique
La rue Jules-Pichard débouchait à l'origine sur la rue des Jardiniers mais elle est transformée en impasse en 1965 lors de la restructuration de la zone.